# Kristoffer Tabori
 (avril 2020).
Si vous disposez d'ouvrages ou d'articles de référence ou si vous connaissez des sites web de qualité traitant du thème abordé ici, merci de compléter l'article en donnant les références utiles à sa vérifiabilité et en les liant à la section « Notes et références ».
Pour les articles homonymes, voir Tabori.
Kristoffer Tabori est un acteur, réalisateur et producteur américain né Christopher Donald Siegel le 4 août 1952 à Malibu. 

## Biographie
Il est fils du réalisateur américain Don Siegel et de l’actrice américano-suédoise Viveca Lindfors. À la télévision, on a pu le voir dans L'Hologramme de l'amour et Un monde de renommée ainsi que dans Le Chien des Baskerville (The Hound of the Baskervilles) -1988-.

## Filmographie

### Acteur

#### Cinéma
- 1958 : Mariages et Enfants (Weddings and Babies) de Morris Engel : Chris
- 1968 : Un shérif à New York (Coogan's Bluff) de Don Siegel : passager de l'ascenseur (non crédité)
- 1969 : John et Mary (John and Mary) de Peter Yates : scout
- 1969 : Sweet Charity de Bob Fosse : Danseur (non crédité)
- 1970 : The Sidelong Glances of a Pigeon Kicker : meilleur ami d'Oliver
- 1971 : L'Inspecteur Harry (Dirty Harry) de Don Siegel : garçon hippie (non crédité)
- 1971 : Making It : Phil Fuller
- 1972 : Journey Through Rosebud : Danny
- 1978 : Girlfriends de Claudia Weill : Charlie
- 1987 : G.I. Joe: The Movie (vidéo) : Mercer (voix)
- 1991 : The Miracles of Jesus (court métrage vidéo)
- 1994 : Le Cadeau du ciel (A Simple Twist of Fate) de Gillies MacKinnon (non confirmé)
- 1995 : Deep Down de John Travers : Craig
- 1995 : Last Summer in the Hamptons : Nick Mora
- 1996 : Wildly Available : Joe Goodman

#### Télévision

##### Téléfilms
- 1970 : Neither Are We Enemies de David Pressman : Jonathan
- 1972 : Family Flight de Marvin J. Chomsky : David Carlyle
- 1972 : The Glass House de Tom Gries : Allan Campbell
- 1973 : Terreur sur la plage (Terror on the Beach) de Paul Wendkos : Steve Glynn
- 1974 : The Lady's Not for Burning de Joseph Hardy : Richard
- 1980 : Brave New World de Burt Brinckerhoff : John Savage
- 1980 : Rappaccini's Daughter de Dezsö Magyar : Giovanni
- 1981 : Chicago Story de Harvey S. Laidman et Jerry London : Dr Max Carson
- 1985 : Braker de Victor Lobl : Bruce Wines
- 1986 : Les Caprices du destin (Strong Medicine) de Guy Green : Michael Stein
- 1987 : Home de Sheldon Larry : Scott Diamond
- 1988 : King of the Olympics: The Lives and Loves of Avery Brundage de Lee Philips : Chester Brundage
- 1988 : Le Chien des Baskerville (The Hound of the Baskervilles) de Brian Mills : Sir Henry Baskerville
- 1988 : Once in a Life Time de Robin Midgley
- 1992 : Dans les bras d'un tueur (In the Arms of a Killer) de Robert L. Collins : Dennis
- 1993 : Bobby et Marilyn (Marilyn and Bobby: Her Final Affair) de Bradford May : James

##### Séries télévisées
- 2005 - 2007 : Avatar, le dernier maître de l'air (Avatar: The Last Airbender) :
  - (livre 1, épisode 17 : Le Temple de l'air boréal) : Émissaire (voix)
  - (livre 2, épisode 13 : La Foreuse) : ministre de la Guerre / voix additionnelles (voix)
  - (livre 3, épisode 10 : Le Jour du Soleil Noir (1re Partie) : L'Invasion) : ministre de la Guerre (voix)
  - (livre 3, épisode 11 : Le Jour du Soleil Noir (2e Partie) : L'Éclipse) : ministre de la Guerre (voix)
- 1996 : Sliders : Les Mondes parallèles (Sliders) (saison 2, épisode 10 : Un monde de renommée) : Dr Whelan
- 1994 : SeaQuest, police des mers (seaQuest DSV) (saison 1, épisode 23 : Un projet grandiose) : Dr Wolenczak
- 1991 : La loi est la loi (Jake and the Fatman) (saison 4, épisode 19 : Un coup pour rien) : Donovan Bruce
- 1990 : Code Quantum (Quantum Leap) (saison 3, épisode 04 : La Corde raide) : Byron
- 1990 : Femmes d'affaires et Dames de cœur (Designing Women) (saison 5, épisode 1 : A Blast from the Past) : Daryl Morton
- 1990 : Cluedo (6 épisodes) : Professeur Plum
- 1989 - 1992 : Matlock :
  - (saison 3, épisode 10 : La Veuve noire) : Steve Davidson
  - (saison 5, épisode 09 : Les Jumeaux) : Dr Lowell Carr / Gary Carr
  - (saison 6, épisode 21 : L'Assassinat : 1re partie) : Juge Arthur Eller
  - (saison 6, épisode 22 : L'Assassinat : 2e partie) : Juge Arthur Eller
- 1989 : 21 Jump Street (saison 4, épisode 04 : Les Travailleurs de l'ombre) : Père Jim Kelly
- 1989 : Boon (saison 3, épisode 11 : One Reborn Every Minute) : Jedediah Marshall
- 1988 : L'Enfer du devoir (Tour of Duty) (saison 1, épisode 14 : État de siège) : Capitaine Larry Heath
- 1987 : London Embassy (mini-série : 6 épisodes) : Spencer Savage
- 1986 : Rick Hunter (Hunter) (saison 3, épisode 03 : Crime passionnel) : Dennis Stone
- 1985 : La Cinquième Dimension (The Twilight Zone) (saison 1, épisode 12a : L'Hologramme de l'amour) : Kevin Drayton
- 1984 - 1994 : Arabesque (Murder, She Wrote) :
  - (saison 1, épisode 08 : Le Meurtre du Magicien) : Phillip Carlson
  - (saison 2, épisode 05 : Le Sosie et l'Assassin) : Ernest Fielding
  - (saison 5, épisode 16 : Le Routier) : Desmond
  - (saison 10, épisode 13 : Vol au-dessus d'un nid de coquins) : Dr Swope
- 1984 : L'Homme qui tombe à pic (The Fall Guy) (saison 4, épisode 11 : Le Rallye de Baja 1000) : Cream Faced Loon
- 1984 : Drôle de vie (The Facts of Life) : Sam Hall
  - (saison 6, épisode 06 : Taking a Chance on Love: Part 1)
  - (saison 6, épisode 07 : Taking a Chance on Love: Part 2)
- 1983 : Small and Frye (saison 1, épisode 01 : Fiddler on the Hoof) : Herman Pinkus
- 1982 : Hooker (T.J. Hooker) (saison 2, épisode 06 : Panique à l’école de police) : Kevin Wyman / Jeff Turner
- 1982 : Chicago Story (13 épisodes) : Dr Max Carson
- 1979 - 1984 : Trapper John, M.D. :
  - (saison 1, épisode 09 : Licensed to Kill) : Ian
  - (saison 4, épisode 12 : Life, Death and Vinnie Duncan) : Vinnie Duncan
  - (saison 5, épisode 16 : Send in the Clowns)
- 1979 : 200 dollars plus les frais (The Rockford Files) : Tim Richie
  - (saison 6, épisode 03 : Le rock'n'roll a la vie dure : 1re partie)
  - (saison 6, épisode 04 : Le rock'n'roll a la vie dure : 2e partie)
- 1979 : Greatest Heroes of the Bible (saison 1, épisode 16 : The Ten Commandments) : Eleazar
- 1978 : Black Beauty (mini-série) : Luke Gray adulte
- 1977 : What Really Happened to the Class of '65? (saison 1, épisode 02 : Class Hustler)
- 1977 : Baretta (saison 4, épisode 09 : All That Shatters) : T.J.
- 1977 : Seventh Avenue (mini-série, épisodes 2 et 3) : Al Blackman
- 1976 : Section contre-enquête (saison 1, épisode 05 : The Wolf Pack Killer) : William Conley
- 1975 : Les Rues de San Francisco (The Streets of San Francisco) (saison 4, épisode 14 : Succès assuré) : Paul Kincaid
- 1975 : Barnaby Jones (saison 4, épisode 03 : The Orchid Killer) : Tim Landis
- 1974 : Cannon (saison 4, épisode 09 : La Minute de vérité) : Cliff Parrow
- 1974 : The Rookies (saison 3, épisode 05 : Walk a Tightrope) : Corey Banning
- 1974 : Docteur Marcus Welby (Marcus Welby, M.D.) (saison 6, épisode 02 : The Faith of Childish Things) : Brad
- 1974 : QB VII (mini-série) : Ben Cady
  - (saison 1, épisode 01 : Part One and Two)
  - (saison 1, épisode 02 : Part Three)
- 1974 : Toma (saison 1, épisode 17 : Friends of Danny Beecher) : Danny Beecher
- 1973 : Owen Marshall, Counselor at Law (saison 1, épisode 01 : A Lesson in Loving)
- 1972 : Médecins d'aujourd'hui (saison 4, épisode 04 : Wall of Silence) : Kyle
- 1971 : Nichols (saison 1, épisode 11 : The One Eyed Mule's Time Has Come) : Frankie
- 1971 : The Young Lawyers (saison 1, épisode 23 : Conrad and the Taxi Squad) : Conrad Pierce
- 1971 : Great Performances (épisode : A Memory of Two Mondays) : Bert

#### Jeu vidéo
2003: Star Wars: Knight of the old republic: HK-K7

2005: Star Wars: Knight of the old republic II:The Sith Lords: HK-47, HK-50 
- 2013 : Star Wars: The Old Republic - Rise of the Hutt Cartel : voix additionnelles
- 2012 : Dishonored : Lord Régent Hiram Burrows
- 2012 : Ninja Gaiden 3 : voix additionnelles
- 2011 : Star Wars: The Old Republic : HK-47 / HK-51 / voix additionnelles
- 2010 : Alpha Protocol : Grigori
- 2008 : Tom Clancy's EndWar :
- 2008 : Spider-Man : Le Règne des ombres (Spider-Man: Web of Shadows) : Vulture / Miscellaneous
- 2006 : Star Wars: Empire at War - Forces of Corruption : Garm Bel Iblis
- 2005 : Dungeons and Dragons: Dragonshard :
- 2004 : Star Wars: Knights of the Old Republic 2 - The Sith Lords : HK-47 / HK-50
- 2004 : EverQuest II : Makoto Shodo / Braeden Icehammer / Generic Ghost Froglok Enemy
- 2003 : Battlestar Galactica : Magus
- 2003 : Gladius : Usus
- 2003 : Star Wars: Knights of the Old Republic : HK-47
- 2002 : New Legends : Roa Khan / Prison Captain / Medic

### Réalisateur

#### Cinéma
- 2004 : Pursued
- 1996 : Dead of Night

#### Télévision

##### Téléfilms
- 2016 : Petits Meurtres et Pâtisserie : Mortelle Saint-Valentin (Murder, She Baked:A Peach Cobbler Mystery)
- 2014 : Mariée avant le printemps (Ring by Spring)
- 2014 : Disparitions suspectes (My Gal Sunday)
- 2013 : Guess Who's Coming to Christmas
- 2013 : The Carpenter's Miracle
- 2013 : Tom, Dick and Harriet
- 2012 : La loi de Goodnight: La valeur d'un homme
- 2009 : Invasion au Far-West (High Plains Invaders)
- 2009 : Fireball
- 2007 : Pluie infernale (Anna's Storm)
- 2006 : The Accidental Witness
- 1998 : Magic Jersey

##### Séries télévisées
- 2008 : The Guard : Police maritime (The Guard) (saison 1, épisode 06 : Le Refus)
- 2008 : jPod (saison 1, épisode 06 : The Hero's Journey)
- 2007 : Falcon Beach :
  - (saison 2, épisode 04 : Rivalités)
  - (saison 2, épisode 05 : Cartes sur table)
  - (saison 2, épisode 13 : La Force de la vérité)
- 2003 : Missing : Disparus sans laisser de trace (Missing) (saison 1, épisode 03 : Insomnies)
- 2003 : Le Justicier de l'ombre (Hack) (saison 1, épisode 17 : Jamais deux sans trois)
- 2001 : Providence (saison 4, épisode 06 : Vive les mariés !)
- 2001 : Lydia DeLucca (That's Life!) (saison 1, épisode 19 : No Good Deed)
- 2000 - 2001 : Amy (Judging Amy) :
  - (saison 1, épisode 12 : Discipline)
  - (saison 2, épisode 06 : Poids des illusions)
  - (saison 2, épisode 17 : Mort de Juliette)
- 2000 : D.C. (saison 1, épisode 07 : Guns and Roses)
- 2000 : The Jersey (saison 1, épisode 10 : Nick's a Chick)
- 1999 : Jack and Jill
- 1998 - 1999 : Profiler :
  - (saison 3, épisode 06 : Les Flammes de l'innocence)
  - (saison 3, épisode 16 : Le Culte du feu)
- 1998 : Push (saison 1, épisode 03 : On Your Marks)
- 1997 : Chicago Hope : La Vie à tout prix (Chicago Hope) (saison 4, épisode 09 : En attendant lundi)
- 1997 : Sleepwalkers : Chasseurs de rêves (Sleepwalkers) (saison 1, épisode 02 : Night Terrors)
- 1997 : Lawless (saison 1, épisode 04)
- 1997 : Esprits rebelles (en) (Dangerous Minds) (saison 1, épisode 16 : A Different Light)
- 1996 - 1997 : Flic de mon cœur (The Big Easy) (6 épisodes) :
- 1995 : Fudge :
  - (saison 1, épisode 06 : To Catch a Fudge)
  - (saison 1, épisode 10 : Ducky Soup)
  - (saison 2, épisode 04 : Play It Again, Dad)
  - (saison 2, épisode 10 : Odd Man Out)
- 1995 : Live Shot
- 1995 : Marker (saison 1, épisode 11 : Snowballs in Hawaii)
- 1993 : Un drôle de shérif (Picket Fences) (saison 2, épisode 08 : Les Inconnus)
- 1992 - 1993 : Jack's Place :
  - (saison 1, épisode 01 : I See Cupid, I See France)
  - (saison 2, épisode 05 : Forever and Ever)
  - (saison 2, épisode 10 : Something Wonderful This Way Comes)
- 1992 : Freshman Dorm (saison 1, épisode 02 : Sex, Truth and Theatre)
- 1992 : Bill and Ted's Excellent Adventures :
  - (saison 1, épisode 04 : Hunka Hunka Bill and Ted)
  - (saison 1, épisode 05 : Destiny Babes)
- 1992 : Raven
- 1991 : Brooklyn Bridge (saison 1, épisode 08 : Old Fools)
- 1991 : New York, police judiciaire (Law and Order) (saison 2, épisode 04 : L'Asile)
- 1991 : Docteur Doogie (Doogie Howser, M.D.) (saison 2, épisode 22 : Planet of the Dateless)
- 1990 - 1996 : ABC Afterschool Specials :
  - (saison 24, épisode 04 : Educating Mom)
  - (saison 18, épisode 06 : The Perfect Date)
- 1984 : Guilty or Innocent (saison 1, épisode 06 : No Means No)